# Minsmere Nature Reserve
Minsmere Nature Reserve är ett naturreservat i Storbritannien.   Det ligger i riksdelen England, i den sydöstra delen av landet, 140 km nordost om huvudstaden London.